# Клио
Вижте пояснителната страница за други значения на Клио.
Клио (на гръцки: Κλειώ) в древногръцката митология е муза на историята и на епичната поезия. Тя е майка, от царя на Пиерия Пир (син на Македон), на Хиацинт. Изобразявана е с руло пергамент и дъскички. Името ѝ идва от корена κλέω или κλείω, означаващ „разказвам“ или „правя известен“.
Астероидът Клио 84, открит на 25 август 1865, е наречен на нея.